# Popocatépetl
Popocatépetl (špansko popoka'tepet͡ɬ; Nahuatl popoːkaˈtepeːt͡ɬ) je najbolj aktiven mehiški ognjenik. Leži v južni polovici transmehiškega ognjeniškega pasu. Visok je 5426 metrov in je druga najvišja gora v Mehiki. Preko sedla Paso de Cortés je povezan z vulkanom Iztaccihuatl.
Popocatépetl se nahaja sedemdeset kilometrov jugovzhodno od Ciudada de Méxica, od kjer je ob ugodnih vremenskih pogojih jasno viden.

## Ime
Popókatepètl izvira iz jezika nahuatl, in sicer iz besed popōca [po'po:ka] 'kadi se' in tepētl [tepeːt͡ɬ] 'gora', zato bi ga lahko prevedli kot Kadeča se gora. Mehičani ognjenik nazivajo tudi z imenom El Popo.

## Izbruhi
Popocatépetl je najaktivnejši vulkan v Mehiki, saj je bilo vse od prihoda španskih kolonialistov leta 1519 zabeleženih petnajst večjih izbruhov.
21. decembra 1994 je vulkanski dim in pepel poneslo tudi do petindvajset kilometrov stran. Zaradi aktivnosti so morali evakuirati bližnja mesta, znanstveniki pa so ga zaradi nevarnosti izbruha začeli opazovati podrobneje.
Decembra leta 2000 je vlada zaradi opozorila znanstvenikov evkuirala na desettisoče ljudi. Vulkan je dosegel najvišjo aktivnost v zadnjih tisoč dvesto letih.
Petindvajsetega decembra (25.12.) leta 2005 je eksplozija v vulkanskem kraterju povzročila, da se je dvignil steber dima in pepela, ki je segal okrog tri kilometre visoko, in je bilo iztisnjene nekaj lave.
Januarja in februarja leta 2012 je bilo zaznano povečanje ognjeniške aktivnosti. 25. januarja  2012 je eksplozija pepela okoliško atmosfero onesnažila s prahom in pepelom.
19. aprila 2012 so poročali, da je iz vulkana poletelo nekaj vročih kosov kamnin. V enem dnevu je bilo petnajst poročil o oblakih pepela in vodne pare.
V sredo, 8. maja 2013 je ob 19:28 po lokalnem času Popocatépetl ponovno izbruhnil s tresenjem, ki je trajalo tri ure in pol. Začelo se je z izbruhom pepela, ki ga je odneslo tri kilometre v zrak. Pepel je prekril vasi San Juan Tianguismanalco, San Pedro Benito Juárez in mesto Puebla. Eksplozije samega vulkana so dele ognjenih vulkanskih kamnin ponesle tudi do sedemsto metrov od samega kraterja.
4. julija 2013 je zaradi mnogih izbruhov pare in pepela v kratkotrajnem obdobju vsaj šest ameriških letalskih prevoznikov odpovedalo preko štirideset letov na letališčih Ciudad de México in Toluca.